# Chthonius gracilimanus
Chthonius gracilimanus är en spindeldjursart som beskrevs av Volker Mahnert 1997. Chthonius gracilimanus ingår i släktet Chthonius och familjen käkklokrypare. Inga underarter finns listade i Catalogue of Life.